# Armando Blanco
Armando Blanco, pseudonim Tito – wenezuelski bokser, brązowy medalista igrzysk panamerykańskich w Chicago z roku 1959.

## Kariera
W 1959 roku Blanco zajął trzecie miejsce w kategorii muszej na igrzyskach panamerykańskich, które rozgrywane były w Chicago. W półfinale igrzysk panamerykańskich przegrał na punkty z reprezentantem gospodarzy, Argentyńczykiem Miguelem Bottą. W walce o brązowy medal rywalem Wenezuelczyka był Amerykanin Heiji Shimabukuro. Pojedynek zakończył się zwycięstwem Blanco przez walkower. Był to jedyny medal dla Wenezueli zdobyty w boksie.
W latach 1960–1965 był bokserem zawodowym. Łącznie na zawodowym ringu stoczył dwanaście pojedynków, wygrywając tylko cztery.